# Сологуб Ірина
Ірина Сологу́б (у шлюбі — Бокконі; 1885, Неслухів — 1972, Мілан) — українська співачка (сопрано).

## Біографія
Народилася у 1885 в селі Неслухові (тепер Кам'янка-Бузький район Львівської області). 1905 року закінчила Львівську консерваторію, удосконалювала спів у Олександра Мишуги та в Мілані. В 1905 році дебютувала у Львівському оперному театрі. У 1905⁣–⁣1923 роках працювала в оперних театрах Італії, Польщі. У 1923 році залишила сцену.
Померла в Мілані у 1972 році.

## Партії
Серед партій:
- Галька («Галька» Монюшка);
- Баттерфляй («Чіо-Чіо сан» Пуччіні);
- Аїда («Аїда» Верді).

Відома і як камерна співачка: у Львові, Відні, містах Італії виконувала романси М. Лисенка, А. Вахнянина, О. Нижанківського, українські народні пісні, арії з опер.